# 新潟市陸上競技場
新潟市陸上競技場（にいがたし・りくじょうきょうぎじょう）は、新潟県新潟市中央区の白山公園内にある陸上競技場。球技場としても使用される。施設は新潟市が所有し、公益財団法人新潟市開発公社・新潟アルビレックスランニングクラブが指定管理者として共同で運営管理を行っている。

## 歴史

### 竣工～改修
新潟市は、昭和初期に信濃川両岸の埋立地開発の一環として、白山公園に隣接する信濃川の水面約4500坪を埋め立てて運動公園とすることを計画。陸上競技場、野球場、庭球場などの建設を目的とした埋立工事は1934年（昭和9年）から開始した。このうち新潟市営白山陸上競技場は1936年に開場。運動公園には後に「白山総合運動場」の名称が付与された。運動公園全体の設備費約20万円については新潟市体育協会が設立されて市民などからの募金で賄われた。
第二次世界大戦後の1947年10月8日、昭和天皇の戦後巡幸に際し、天皇を迎えるための新潟市民奉迎場となった。
1964年の第19回国民体育大会が新潟県で開催されることになり、白山競技場がメイン会場となるのに伴い、県に移管して改築工事を実施。「新潟県営新潟陸上競技場」と改称し、竣工後の運営管理は市が引き続き受託した。この年の国体は、東京オリンピックが平年の秋季大会開催月にあたる10月に行われることを考慮し、それを6月に前倒して春季大会として開催。期間中は県内外から多くの人々が訪れた。しかし閉会式から僅か5日後の6月16日、新潟地震で被災。一帯は元々埋立地だったことから液状化現象が発生し、競技場も土盛りスタンドの崩落や仮設スタンドの崩壊などの被害を受けた。
1983年、所有権が再び県から市に移管。しかしトラックは当時既に一般的だった全天候舗装ではなく、砂敷きのサンドトラック。フィールド内の高麗芝も全く生え揃わず、バックスタンドもあちこちで芝の剥がれや崩落が見られた。管理が市に移管した後に改修工事が施され、全天候型トラックとなった。
1992年に新潟県内では初のJリーグ公式戦となるJリーグヤマザキナビスコ杯、ヴェルディ川崎対清水エスパルス戦が開催。だが現行設備ではJリーグの開催基準を満たせない為、1993年に新潟市はリーグ戦誘致の為大規模な改修を実施。バックスタンドをコンクリート張りにして全席ベンチ席とし
電光スコアボードを設置。傷んでいた芝生はJRA新潟競馬場の技術協力を得て高麗芝から西洋芝へと変更。
改修後の1994年、Jリーグプレシーズンマッチ、ジェフユナイテッド市原対ボタフォゴ戦、浦和レッドダイヤモンズ対現代自動車戦が開催された。その後、新潟県内の競技場としては初めて本格的なナイター設備を設置。
1995年、全面改修終了後初のJリーグ公式戦として柏レイソル対サンフレッチェ広島戦が開催された。通常、陸上競技場やサッカー場のスコアボードはメインスタンドから向かってバックスタンド左側に設置されることが多いが、当競技場では右側（南側）に設置されている。

### アルビレックス新潟の関わり
1996年から北信越サッカーリーグの単発開催を経て1998年の旧JFL昇格以降から本格的にホームスタジアムとして使用。
2001年の新潟スタジアム（現在のデンカビッグスワンスタジアム）完成後は徐々に使用回数が減っていき、2003年9月3日の試合を最後に、全てビッグスワン開催に切り替わり、実質の「移転」となった。
それでも、2010年まではJリーグ発行のファンズガイドにはビッグスワンとともに本スタジアムをアルビレックスの本拠地として紹介していた。しかし、2011年は本競技場の項目が削除。2013年よりホームスタジアムとしての登録も外れている。（但し2014年発行の「ぴあJリーグ観戦ガイド＜ファンズガイドの後継公認誌＞」では、試合開催こそないがアルビレックス新潟のホームスタジアムとして記載されている）。
アルビレックス新潟のホームスタジアム機能がビッグスワンに移転した後も、練習やプレシーズンマッチ、下部組織やWEリーグのアルビレックス新潟レディースの公式戦などで使用されている。

## 沿革
- 1936年 - 「新潟市営白山陸上競技場」として開場。
- 1963年 - 新潟春季国体に合わせ、県に移管して改築され「新潟県営新潟陸上競技場」に改称。
- 1964年 - 新潟国体春季大会のメイン会場となる。
- 1982年 - 「新潟マラソン」のスタート・ゴール地点となる。
- 1983年 - 再び市に移管し、現名称に改称。
- 1993年 - Jリーグ誘致の為本格改修。土盛りのバックスタンドが総コンクリート張りとなり座席を設置、芝生を西洋芝に張り替え、電光スコアボードを設置。
- 1995年 - ナイター照明設置。Jリーグ公式戦・柏レイソル－サンフレッチェ広島でナイター開き。
- 1998年 - アルビレックス新潟がホームスタジアムとして使用を開始。
- 2001年 - 新潟スタジアムが完成。アルビレックスは2003年まで両スタジアムを併用。
- 2022年 - 3月27日にジャパンラグビーリーグワン（JAPAN RUGBY LEAGUE ONE）のクボタスピアーズ船橋・東京ベイvsNTTドコモレッドハリケーンズ大阪の試合がサッカー以外のプロスポーツの試合として開催される[4]。

## 施設概要
- 日本陸上競技連盟第2種公認
- 収容人員：約18,671人（全席ベンチ席）
- ナイター照明設備：4基
- スコアボード：球技用得点掲示板（白熱電球による電光式・メッセージ表示可）
  - 設置場所：第1～2コーナー付近（メインスタンドから見て右側）
- トラック：全天候舗装・400m×8レーン
- フィールド：天然芝
- 付属施設
  - 新潟市トレーニングセンター
    - 陸上競技場メインスタンド1・2階

  - 補助競技場
    - 1周250m×6レーン、うち全天候舗装：2レーン、クレー舗装：4レーン

  - 雨覆トラック
    - 全天候舗装・直線走路110m×4レーン

## 公園内その他の施設
白山公園も合わせて参照。
- 白山神社
- 新潟県政記念館（旧新潟県会議事堂）
- 新潟市音楽文化会館
- 新潟市民芸術文化会館（りゅーとぴあ）
- 新潟県民会館
- 新潟市体育館

## 交通
公共交通
- JR越後線 白山駅から徒歩で約10分[1]。
- BRT萬代橋ライン 「市役所前」停留所から徒歩で約10分[1]。
※ 他にも「市役所前」を経由する一般路線バスがあるが、降車場所は遠くなる[5]。
- 新潟交通 C1 県庁線・S1 市民病院線 「陸上競技場前」バス停から徒歩で約2分[1]。

自動車
- 国道8号（新潟バイパス）・桜木インターチェンジから車で約10分。